# Малый Шудум
Малый Шудум (сев.-зап. мар. Изи Шудум) — деревня в Кикнурском районе Кировской области.

## География
Находится на расстоянии примерно 18 км по прямой на юг от райцентра поселка  Кикнур.

## История
Была известна с 1873 года как деревня Улеш или Улешское, в которой отмечено дворов 43 и жителей 349, в 1905 (Улеш или Малый Шудум) 54 и 312, в 1926 77 и 256, в 1950 66 и 217. В период 2006-2014 годов входила в Цекеевское сельское поселение. С 2014 по январь 2020 года входила в Кикнурское сельское поселение до его упразднения.

## Население
Постоянное население  составляло 78 человек (мари 94%) в 2002 году, 26 в 2010.